# Протасов, Степан Фёдорович
Степан Фёдорович Протасов (15 декабря 1703 — 16 мая 1767) — сенатор Российской империи из рода Протасовых. Сын стольника Фёдора Яковлевича Протасова. 
На смотре боярских детей в 1715 году, по повелению Петра I, был записан в солдаты в Ингерманландский пехотный полк, в котором прослужил около 17 лет. За этот период времени он участвовал в войне со Швецией, состоя под командой князя Голицына; в 1732 году перейдя в Ладожский полк, в чине поручика, Протасов в следующем году, находясь с войсками в Польше, участвовал при взятии Варшавы, а в 1736 году был в Очаковском походе, в должности провиантмейстера при фельдмаршале Минихе. По окончании турецкой войны вышел в отставку (1740) и с чином коллежского асессора назначен был новгородским губернским прокурором; в этой должности он пробыл вплоть до назначения своего прокурором Юстиц-коллегии (1753).
Произведенный 28 ноября 1762 года в действительные статские советники, Протасов был назначен присутствующим в Сенатской конторе и главным судьей в Главной соляной конторе в Москве, а 23 января 1764 года, по разделении Сената на департаменты, ему повелено было присутствовать в 6-м, Московском его департаменте. Скончался в Москве в 1767 году. Был лично известен императрице, так как (вторым браком) был женат на Анисии Никитичне Орловой (1721—1775), двоюродной сестре её фаворита Григория Орлова. В 1763 году императрица поручила ему, вместе с двумя другими лицами, рассмотреть дело о злоупотреблениях следователя по винным подрядам в Иркутске, П. Крылова, которое её сильно занимало.
Сыновья Пётр (1730—1794; сенатор) и Александр (1762—1792; бригадир; в «самый сочельник, в Москве, садясь за ужин, в присутствии жены и детей, столовым ножом перерезал себе горло, пал и умер; одни говорили, что из-за ипохондрии, другие, что якобы проигрался»). Дочери — Анна (1745—1826; любимая фрейлина Екатерины II, в 1801 году получила графский титул) и Екатерина (ум. 20.03.1840; была так же фрейлиной).